# Lei da concorrência da União Europeia
A Lei da Concorrência da União Europeia é uma das áreas de autoridade da União Europeia. A lei da concorrência regula o exercício do poder de mercado por parte das grandes empresas, governos ou outras entidades económicas. Na UE, é importante assegurar a conclusão do mercado interno, ou seja, o livre fluxo de trabalho de pessoas, bens, serviços e capitais numa Europa sem fronteiras. Os quatro principais domínios de intervenção incluem:
- Cartéis, controlo ou de conluio e outras práticas anti-concorrenciais que tem um efeito sobre a UE (ou, desde 1994, o Espaço Económico Europeu). Esta é abrangida pelos artigos 81.º do Tratado da Comunidade Europeia (TCE).
- Monopólios, ou impedindo o abuso das empresas em terem posições dominantes no mercado. Esta é regida pelo artigo 82.º do Tratado CE. Este artigo também dá origem à autoridade da Comissão, sob a próxima área,
- Fusões, controle de propostas de fusões, aquisições e joint-ventures envolvendo empresas que têm um certo volume de negócios na UE/EEE. Este é regida pelo Regulamento CE 139/2004 (Regulamento das Concentrações).
- Auxílios estatais, o controlo directo e indirecto da ajuda concedida pelos Estados-Membros da União Europeia para as empresas. Abrangidos ao abrigo do artigo 87 CE (antigo artigo 92).

Este último ponto é uma característica única do direito comunitário do regime da concorrência. Como a UE é composta por Estados-Membros independentes, tanto a política da concorrência e a criação do mercado único europeu poderia ser neutralizado, visto os Estados-Membros estarem livres para apoiar empresas nacionais. Quem tem competência para aplicar o direito comunitário da concorrência é a Direcção Geral da Concorrência, embora os auxílios estatais em alguns sectores, como os transportes, são manipulados por outras direcções-gerais. Em 1 de Maio de 2004, um regime descentralizado de defesa da concorrência entrou em vigor, que se destina a aumentar a aplicação do direito comunitário da concorrência pelas autoridades nacionais de concorrência e os tribunais nacionais.
A directiva europeia Rede Europeia de Concorrência (ou ECN), de 01/2019, veio harmonizar os meios de investigação das autoridades nacionais de concorrência.

## Directivas e regulamentos
A mais recente é a Directiva (UE) 2019/1 do Parlamento Europeu e do Conselho, de 11 de dezembro de 2018, que visa atribuir às autoridades da concorrência dos Estados-Membros competência para aplicarem a lei de forma mais eficaz e garantir o bom funcionamento do mercado interno.
1. ↑  https://eur-lex.europa.eu/legal-content/PT/TXT/HTML/?uri=CELEX:32019L0001